# 周二补丁日
周二补丁日（英語：Patch Tuesday）也称补丁星期二、星期二更新（Update Tuesday）等，它是一个在行业内被广泛使用的非正式术语，指微軟定期發佈其软件产品的更新补丁。微软于2003年10月正式开始了此模式。
周二补丁日发生在每个月第二周（有时是第四周）的周二，于UTC时间18:00或17:00开始，经由Windows Update推送给用户。同时，补丁会被发布至微软网站上，微软知识库和Technet公告也会随之更新。
微软有一种习惯，会在偶数月份发布更多的更新，相应奇数月份的更新会更少。少数更新也会在周二补丁日之外被发布。某些更新，例如Microsoft Defender的病毒库更新则会每天发布。有时候，在一次常规的周二补丁日之后会有一次额外的周二补丁日。另外一些更新则可能随时会被发布。

## 历史
从Windows 98開始，微软集成了 Windows Update，它将检查微软不定期发布的 Windows 的补丁。除此之外，它还会检查其他微软产品的补丁，如Microsoft Office、Visual Studio和SQL Server等。
早期版本的Windows Update存在两个问题：
    1.经验不足的用户通常不会意识到Windows Update并且没有安装它。 微软在Windows ME中使用自动更新组件解决了此问题，该组件显示了更新的可用性，并提供了自动安装选项。
    2.拥有多个Windows副本的客户（例如企业用户）不仅必须更新公司中的每个Windows部署，还要卸载微软发布的破坏现有功能的补丁。
微软于2003年10月推出了“补丁星期二”，以降低分发补丁的成本。该系统每月发布累积安全补丁，并在每个月的第二个星期二推送所有补丁，这是为了系统管理员准备的事件。 第二天，被非正式地称为“漏洞星期三”，标志着届时漏洞将可能大量利用未安装安全补丁的电脑。
周二被选为分发软件补丁的最佳日期。 这样做是为了最大限度地延长即将到来的周末之前的可用时间，以纠正这些补丁可能出现的任何问题，同时腾出周一解决上周末可能出现的其他意外问题。

## 安全影响
一个明显的安全隐患是，有一个解决方案的安全问题被公众拒绝长达一个月。当漏洞未广为人知或轻微时，此政策就足够了，但情况并非总是如此。有些情况下，漏洞信息已泄露或实际蠕虫在下一个计划的补丁星期二之前流行。在关键情况下，微软会在准备好时发布相应的修补程序，以便在检查并经常安装更新时降低风险。
在“点亮 2015”活动中，微软公布了分发安全补丁的变化。他们准备好后立即发布家用电脑，平板电脑和手机的安全更新，而企业客户将保持每月更新周期，并将其更新为Windows Update for Business。

## 周三漏洞利用事件
补丁发布后不久就会出现许多漏洞利用事件,对补丁的分析有助于利用开发人员立即利用之前未公开的漏洞，该漏洞将保留在未修补的系统中。因此，“利用星期三”这个词被创造出来。

### 微软已停止技术支持的Windows版本
微软警告用户，自2014年4月8日起停止对Windows XP的支持 - 之后运行Windows XP的用户将面临被黑客攻击的风险。由于较新的Windows版本的安全补丁可以揭示新版本和旧版本中存在的类似（或相同）漏洞，因此可以允许攻击具有不受支持的Windows版本的设备（例如“零日攻击”）。然而，微软已停止在不受支持的Windows版本中修复此类（和其他）漏洞，无论这些漏洞的广泛传播如何，这些漏洞都不固定，运行这些Windows版本的设备容易受到攻击。微软在WannaCry勒索软件迅速传播期间做了唯一的一次例外，于2017年5月发布了针对当时不支持的Windows XP，Windows 8和Windows Server 2003（除了当时支持的Windows版本）之外的补丁。
对于Windows Vista，“扩展支持”已于2017年4月11日结束，这将使之后发现的漏洞保持不固定，从而为Vista创建与之前相同的情况。
对于Windows 7（带有Service Pack 1），支持将于2020年1月14日和2023年1月10日结束，对于Windows 8.1， 这将导致这些操作系统的用户出现相同的“未修复的漏洞”问题。对Windows 8的支持已于2016年1月12日结束（用户必须安装Windows 8.1或Windows 10以继续获得支持），并且对不带SP1的Windows 7的支持已于2013年4月9日结束（能够安装SP1以继续获得支持直到2020年，或者必须安装Windows 8.1或Windows 10才能在2020年之后获得支持。）

### Windows 10/11
随着Windows 10的推出，一个重大变化是微软开始每年两次发布新版本的Windows 10（Windows 11發佈後改為每年1次），并且随着微软的“现代系统生命周期政策”，新发布的Windows 10版本开始了以前版本的“宽限期”。 关于支持 - 不同于以前只通过Service Pack接收不频繁更新的Windows产品，并且支持受“固定生命周期策略”的约束。有了这个新政策，Windows 10的家庭版和专业版将在发布后的18个月内提供安全更新和功能更新（所谓的“主流支持”）企业版和教育版将在发布后的24个月内提供安全和功能更新。
举个例子：微软将于2018年10月停止支持Windows 10 家庭版 / 专业版1703（2017年4月发布），对版本1507和1511（2015年发布）的支持将于2017年正式结束。微软宣布，它将为至少一个“半年度频道”（SAC）Windows 10版本提供“扩展支持”（只提供安全更新但不提供功能更新），直到2025年10月14日结束。
根据微软的说法，“设备需要在[当前版本]到达服务终结之前安装最新版本（功能更新），以帮助保持您的设备安全，并保持微软的支持"。与以前的Windows操作系统一样，运行此类不受支持的Windows版本（不再接收安全补丁）的任何设备都可能受到“支持终止”日期开始的“未修复漏洞”问题的影响。为了解决这个问题，微软已经为Windows 10/11的家庭版和专业版设计了更新系统，因此在大多数情况下，如果技术上可行的话，最新的Windows版本会自动下载和安装 - 但是由于强制升级等其他问题受到了批评。

## 其他公司采用的补丁
当公司建议用户安装安全更新时，SAP公司的“安全补丁日”被选中与补丁星期二一致。自2012年11月起，Adobe Systems的Flash Player更新时间表也与补丁星期二相吻合。其中一个原因是Flash Player作为Windows的一部分从Windows 8开始，内置的Flash Player更新和基于插件的版本都需要同时发布，以防止逆向工程威胁。

## 例外
- 每天更新：Microsoft Defender的更新。
- 一般緊急补丁：在定期补丁後14天釋出。
- 非常緊急补丁：不定期釋出。